# Melvin Clemens
Melvin Clemens is een Surinaams politicus. Hij was van 2015 tot 2020 voorzitter van de Nationale Ontwikkelings Partij.

## Biografie
Melvin Clemens is ondernemer in de houtsector. Hij behoort tot het marron-volk Kwinti en is afkomstig uit de regio rond de Boven-Coppename in Sipaliwini.
In aanloop naar de verkiezingen van 2015 verkeerde Clemens zich in de veronderstelling dat hij voorzitter was van de Nationale Ontwikkelings Partij (NOP). Dit werd betwist door Hynes Landveld, die deze rol voor hemzelf claimde. Daarnaast was er tussenbeide een richtingenstrijd, waarbij Landveld aansluiting wilde bij de alliantie Mega Front en Clemens bij de A Nyun Combinatie. Het geschil werd aan de rechter voorgelegd die op 10 maart 2015 het voorzitterschap aan Clemens toewees. Hierna volgde een scheuring, waarin Landveld zijn achterban meenam naar De Nieuwe Leeuw, die wel deel uitmaakte van Mega Front. De NOP ging daarna zelfstandig de verkiezingen in en behaalde met 395 stemmen te weinig resultaat voor een zetel in De Nationale Assemblée.
Rond maart 2013 werd hij door granman André Mathias benoemd tot hoofdkapitein, nadat zijn voorganger Harold Souvenir in onmin was gevallen bij Mathias. Volgens de granman zou Souvenir zich steeds meer als een granman hebben opgesteld. Doordat Mathias door zijn tanende gezondheid nog maar weinig in Witagron kwam en Clemens zich voornamelijk in Paramaribo ophield, was de rust onder de Kwinti's daarmee nog niet teruggekeerd. De twist, met als inzet een stuk kapgrond, werd in oktober 2016 bijgelegd na tussenkomst van minister Edgar Dikan van Regionale Ontwikkeling.
In 2019 werden partijallianties verboden, waarop de van oudsher marron-partij ABOP onder Ronnie Brunswijk inspeelde, door marron-partijen onder de paraplu van de ABOP mee te laten doen aan de verkiezingen, zo ook de NOP van Clemens.
Na de verkiezingen van 2020 was er onvrede binnen de NOP over de benoemingen in de nieuwe regering-Santokhi/Brunswijk. Clemens kreeg vanuit zijn partij het verwijt te veel op solotour te gaan en niet meer bereikbaar te zijn. In augustus kwam daar bij dat Clemens voor een functie als districtscommissaris (dc) was voorgedragen, zonder dat hij daar met zijn achterban over gesproken had. Toen de nieuwe lichting van dc's op 25 augustus 2020 werd geïnstalleerd, viel op dat Clemens niet meer van de partij was en dat in zijn plaats Ose Jabini werd benoemd voor het ressort Paramacca.
Rond begin oktober 2020 werd Clemens door de NOP-partijraad uit het voorzitterschap ontheven. Clemens ging hier niet mee akkoord en liet De Ware Tijd weten dat de partijraad daar naar zijn mening niet toe bevoegd is. Door de impasse werd de kwestie voorgelegd aan de rechter, die de partijraad op 26 augustus 2021 in het gelijk stelde en Clemens het voorzitterschap afnam.